# Mors Principium Est
Mors Principium Est (в переводе с латыни «смерть — это начало») — финская группа, играющая мелодичный дэт-метал.

## История
Группу основали в 1999 году в Пори Йори Хаукио (вокал, лид-гитара), Яркко Кокко (гитара) и Тони Нуммелин (клавишные). В конце 1999 года к ним присоединился ударник Микко Сипола, а в начале 2000-го — новый вокалист Вилле Вильянен, поскольку Хаукио решил сосредоточиться на своей работе в качестве гитариста. Басист Теэму Хейнола был утверждён только после выпуска первой демозаписи коллектива Before Birth, которая привлекла внимание французского рекорд-лейбла Listenable Records в 2001 году.
Записав ещё два демо в течение следующего года, Mors Principium Est подписали с Listenable Records контракт на выпуск трёх альбомов. Последний на настоящее время диск Liberation = Termination вышел в 2007 году.
25 апреля 2007 года группа объявила об обновлении состава. Карри Куйсма был принят в качестве ритм-гитариста в 2006 году, а Томи Лайсто ведущим гитаристом в 2007 году. Яркко Кокко остался в составе, однако он не принимает участия на концертах группы.
В марте 2011 года группу покинули Томи Лайсто и Калле Аалтонен, и 30 апреля Mors Principium Est объявили на своём сайте, что Энди Гиллион был принят в качестве гитариста. 29 сентября 2011 года на официальном сайте группы появилась новость о том, что был принят второй гитарист Andhe Chandler из Новой Зеландии.
27 апреля 2012 года группа сообщила о подписании контракта с AFM Records и выпуске нового альбома в конце 2012 года.

## Состав
- Вилле Вильянен (Ville Viljanen) — вокал (2000—наши дни)
- Йори Хаукио (Jori Haukio) — вокал (1999—2000); гитара, программирование (1999—2007, 2021—наши дни)
- Яркко Кокко (Jarkko Kokko) — гитара (1999—2009, 2021—наши дни)
- Теэму Хейнола (Teemu Heinola) — бас-гитара (2001—2017, 2021—наши дни)
- Марко Томмила (Marko Tommila) — ударные (2021—наши дни)

### Бывшие участники
- Тони Нуммелин (Toni Nummelin) — клавишные (1999—2004)
- Йоона Куккола (Joona Kukkola) — клавишные (2004—2007)
- Карри Куйсма (Karri Kuisma) — гитара (2006—2007)
- Том «Томма» Гардинер (Tom «Tomma» Gardiner) — гитара (2007—2009)
- Калле Аалтонен (Kalle Aaltonen) — ритм-гитара (2009—2011)
- Томи Лайсто (Tomy Laisto) — соло-гитара (2007—2011)
- Микко Сипола (Mikko Sipola) — ударные (2000—2017)
- Andhe Chandler — гитара (2011—2017)
- Энди Гиллион (Andy Gillion) — гитара (2011—2020)

## Дискография

### Альбомы
- Inhumanity (2003, переиздан в 2006)
- The Unborn (2005)
- Liberation = Termination (2007)
- ...And Death Said Live (2012)
- Dawn of the 5th Era (2014)
- Embers of a Dying World (2017)
- Seven (2020)
- Liberate the Unborn Inhumanity (2022)

### Демозаписи
- Before Birth (2000)
- Valley of Sacrifice (2001)
- Third Arrival (2002)